# 大多喜城
大多喜城（日语：／ Ōtakijō）是日本戰國時代至江戶時代末期，上總國夷隅郡大多喜町（千葉縣夷隅郡大多喜町）曾經存在的一座連郭式平山城。

## 歷史
大永元年（1521年），甲斐武田氏一族真里谷信清為了準備進攻安房館山城主里見氏，而建造了大多喜城，當時叫作根古屋城。天文13年（1544年），里見氏家臣正木時茂擊敗真里谷氏，進佔了大多喜城。
天正6年（1578年），身處佐貫城的里見氏家督里見義弘死去，里見義賴和里見梅王丸均有意成為繼承人，而當時的大多喜城主正木憲時則無意順從義賴，並且密謀獨立。兩年後，義賴為了平息內亂而離開自己的居城岡本城，出兵前往佐貫城，憲時乘機聯合岡本城內的澀川義勝嘗試攻佔義賴的根據地，但最終失敗，其後的天正9年（1581年）9月，憲時被暗殺後，大多喜成為里見氏的直屬領地，安房正木氏則由義賴之子里見時堯繼承。
天正18年（1590年），由於里見氏違犯豐臣秀吉制定的惣無事令而被沒收上總的領地，其後德川家康入主關東地方，並且讓其家臣德川四天王之一的本多忠勝成為大多喜城主。其後，忠勝在城池外圍的夷隅川加固外堀，並且分別在本丸加建3層4階天守、二之丸而興建御殿和在三之丸建造家臣的屋敷、馬場和9座隅櫓。關原之戰後，忠勝被轉封至伊勢國桑名，大多喜城則交給其子本多忠朝，其任內的慶長14年（1609年），菲律賓總督唐·羅德里戈搭乘前往墨西哥的聖法蘭西斯號時遇上風暴，一行300人落難至御宿町沿岸時被當地居民救起，及後忠朝得悉此事便送贈衣物和食物予羅德里戈一行人，羅德里戈親自前往大多喜城以表謝意，忠朝亦送其馬匹。其後，羅德里戈一行人在江戶城獲德川秀忠接見，其後在駿府城又獲德川家康款待，其後一行人遊覽京都後獲送至豐後臼杵離開。離開日本後，羅德里戈將自己在日本的經歷寫成《唐·羅德里戈日本見聞錄》，其中描述道大多喜城為：「城位於高處，由護城河包圍，而城門巨大，且全由鐵所造，戒備深嚴。另外，城內以金銀為配色，美麗之餘，武器庫亦相當具規模。」，然而由於忠朝在大坂夏之陣中戰死，大多喜藩便由其侄子本多政朝進駐。此後，大多喜城先後由阿部氏、青山氏和三河稻垣氏入主，直至元祿16年，松平正久入主後，直至明治維新為止，大多喜城均由大河內松平氏擔任城主，而在期間的天保13年（1842年）時，大多喜城的天守被焚毀，其後改建而成的建築則被稱為神殿。
平成29年（2017年），被選為續日本100名城（122號）。

## 歷任城主[6]
1. 真里谷信清（日语：真里谷恕鑑）
2. 真里谷直信
3. 真里谷朝信（日语：真里谷朝信）
4. 正木時茂，任期：天文14年至永祿4年（1545年至1561年）
5. 正木信茂（日语：正木信茂），任期：永祿4年至7年（1561年至1564年）
6. 正木憲時（日语：正木憲時），任期：永祿9年至天正9年（1566年至1581年）
7. 正木時茂（日语：正木時茂 (里見義頼子)），任期：天正9年至天正18年（1581年至1590年）
8. 本多忠勝，任期：天正18年至慶長6年（1590年至1601年）
9. 本多忠朝，任期：慶長6年至元和元年（1601年至1615年）
10. 本多政朝，任期：元和元年至3年（1615年至1617年）
11. 阿部正次，任期：元和3至5年（1617年至1619年）
12. 青山忠俊，任期：元和9年（1623年）
13. 阿部正能，任期：寬永15年至寬文11年（1638年至1671年）
14. 阿部正春，任期：寬文11年至元祿15年（1671年至1702年）
15. 稻垣重富（日语：稲垣重富），任期：元祿15年（1702年）
16. 松平正久（日语：松平正久），任期：元祿16年至享保5年（1703年至1720年）
17. 松平正貞（日语：松平正貞），任期：享保5年至寬延2年（1720年至1749年）
18. 松平正溫（日语：松平正温），任期：寬延2年至明和4年（1749年至1767年）
19. 松平正升（日语：松平正升），任期：明和4年至享和3年（1767年至1803年）
20. 松平正路（日语：松平正路），任期：享和3年至文化5年（1803年至1808年）
21. 松平正敬（日语：松平正敬），任期：文化5年至文政9年（1808年至1826年）
22. 松平正義（日语：松平正義），任期：文政9年至天保8年（1826年至1837年）
23. 松平正知（日语：松平正知），任期：天保8年至文久2年（1837年至1862年）
24. 松平正質（日语：松平正質），任期：文久2年至明治4年（1862年至1871年）

## 現狀
城跡可見的地方有土壘和空堀，而二之丸跡處則有二之丸御殿的內門藥醫門以及忠勝開掘的井。昭和48年（1973年），城跡的位置開始動工，並且在兩年後竣工，並且同年9月30日以千葉縣立總南博物館的名義開放予公眾，其後在平成18年（2006年）4月開始成為千葉縣立中央博物館的大多喜城分館。館內收藏有千葉縣指定文化財的《紙本著色本多忠勝像》以及國之重要文化財由但馬國法城寺派鑄造的大薙刀等文物。

## 交通
公共交通
- 夷隅鐵道夷隅線大多喜站下車後步行約15分[8]。
- JR東日本外房線茂原站下車後，搭乘小湊巴士往大多喜方向於「久保」站下車徒步約20分[9]。
- JR東日本外房線茂原站下車後，搭乘HMC巴士往大多喜方向於「大多喜站」站下車徒步約15分[9]。
- 濱松町客運總站東京站八重洲口，搭乘勝浦、御宿、安房小湊方面高速巴士於大多喜下車徒步約30分，或徒步5分前往城見丘站轉乘夷隅線於大多喜站下車後步行約15分[9]。

自動車
- 首都圈中央連絡自動車道市原鶴舞交流道沿國道297號（日语：国道297号）向大多喜方向行駛約20分[8]。
- 從東京灣跨海公路木更津東交流道轉入市原鶴舞交流道向大多喜方向行駛[8]。
- 館山自動車道市原交流道沿國道297號向大多喜方向行駛約50分[8]。

## 外部連結
- 大多喜城 - 大多喜町公式ホームページ （页面存档备份，存于）